# Persiculinae
Persiculinae is een onderfamilie van weekdieren uit de klasse van de Gastropoda (slakken).

## Geslachten
- Canalispira Jousseaume, 1875
- Gibberula Swainson, 1840
- Osvaldoginella Espinosa & Ortea, 1997
- Pachybathron Gaskoin, 1853
- Persicula Schumacher, 1817